# Eesti Karikas 2015-2016
La Coppa d'Estonia 2015-2016 (in estone Eesti Karikas) è stata la 24ª edizione del torneo. La competizione è iniziata il 10 giugno 2015 ed è terminata il 21 maggio 2016. Il Flora Tallinn ha vinto il trofeo per la settima volta nella sua storia.

## Formula del torneo
Gli accoppiamenti, così come il turno di ingresso nel torneo, sono sorteggiati in modo totalmente casuale e non ci sono teste di serie.
| Turno                | Numero di incontri | Squadre  | Entrano a questo turno |
| -------------------- | ------------------ | -------- | --- |
| Primo turno          | 39                 | 103 → 64 | 6 squadre di Meistriliiga 4 squadre di Esiliiga 5 squadre di Esiliiga B 14 squadre di II Liiga 20 squadre di III Liiga 15 squadre di IV Liiga 14 squadre di Rahvaliiga |
| Secondo turno        | 32                 | 64 → 32  | 4 squadre di Meistriliiga 2 squadre di Esiliiga 1 squadra di Esiliiga B 3 squadre di II Liiga 10 squadre di III Liiga 2 squadre di IV Liiga 3 squadre di Rahvaliiga    |
| Sedicesimi di finale | 16                 | 32 → 16  | – |
| Ottavi di finale     | 8                  | 16 → 8   | – |
| Quarti di finale     | 4                  | 8 → 4    | – |
| Semifinali           | 2                  | 4 → 2    | – |
| Finale               | 1                  | 2 → 1    | – |

## Squadre partecipanti
Le 10 squadre della Meistriliiga 2015
- 6 al primo turno: Infonet, Levadia Tallinn, Paide, Tammeka Tartu, Trans Narva, Tulevik Viljandi.
- 4 al secondo turno: Flora Tallinn, Kalev Sillamäe, Kalju Nõmme, Pärnu.

6 delle 10 squadre dell'Esiliiga 2015
- 4 al primo turno: Flora Tallinn II, Infonet II, Kalev Tallinn, Kuressaare.
- 2 al secondo turno: Santos Tartu, Tarvas Rakvere.

6 delle 10 squadre dell'Esiliiga B 2015
- 5 al primo turno: Elva, Flora Tallinn III, HÜJK Emmaste, Joker Raasiku, Maardu.
- 1 al secondo turno: Järve Kohtla-Järve.

17 delle 28 squadre della II Liiga 2015
- 14 al primo turno: Ajax Lasnamäe, Charma Tabasalu, Ganvix Türi, Imavere Forss, Keila, Kose, Metropool Pärnu, Nõmme United, Noorus-96 Jõgeva, Piraaja Tallinn, Rada Kuusalu, Saue Laagri, Tallinn CF, Tõrva.
- 3 al secondo turno: TJK Legion, Viimsi MRJK, Welco Tartu.

30 squadre di III Liiga 2015
- 20 al primo turno: Atli Rapla, Eestimaa Kasakad, FC Lelle, Forza Tallinn, Kaitseliit/Kalev, Kalju Nõmme III, Kernu Kadakas, Maardu United, Narva United, Navi, Olympic Tallinn, Pirita Reliikvia, Retro, Soccernet, Suema/Castovanni, Tannem Vastseliina, Tartu FC, Tääksi, Ülikool Fauna Tartu, Warrior Valga.
- 10 al secondo turno: Ambla, Dnipro Tallinn, EMÜ, Järva-Jaani, Kalev Tallinn III, Läänemaa Haapsalu, Loo, Maardu II, Merkuur Tartu, Otepää.

17 squadre di IV Liiga 2015
- 15 al primo turno: BW Tartu, Depoo Tallinn, Eston Villa, Harju, Helios Tartu, Igiliikur Viimsi, Jalgpallihaigla, Märjamaa, Niirvana, Reaal Tallinn, Roosu, Twister, Väätsa Vald, Valla Raasiku, Wolves Jõgeva.
- 2 al secondo turno: Jalgpalliselts Tallinn, Tabivere.

17 squadre di Rahvaliiga 2015
- 14 al primo turno: FC TransferWise, IceBears, Kohtla-Nõmme, Küsimärk, Like & Share, Lokomotiv Rapla, Moe, Pedajamäe, Peedu, Puhkus Mehhikos, Raudteetöölised, Roosad Pantrid, Rumori Calcio, Virtsu.
- 3 al secondo turno: Fellin/Club Red, Lootos FCR, Õismäe Torm.

## Primo turno
| Squadra 1        | Risultato   | Squadra 2          |
| ---------------- | ----------- | ------------------ |
| 8 giugno 2015    |             |                    |
| Kose             | 0 – 4       | Tammeka Tartu      |
| 10 giugno 2015   |             |                    |
| Ajax Lasnamäe    | 1 – 4       | Flora Tallinn II   |
| Harju Laagri     | 1 – 5       | Infonet II         |
| Elva             | 3 – 4       | Tallinn C.F.       |
| Kuressaare       | 20 – 0      | Lokomotiv Rapla    |
| Wolves Jõgeva    | 1 – 2       | Like & Share       |
| Suema/Castovanni | 0 – 2       | Piraaja Tallinn    |
| 13 giugno 2015   |             |                    |
| Eestimaa Kasakad | 0 – 14      | Trans Narva        |
| Infonet          | 36 – 0      | Virtsu             |
| 14 giugno 2015   |             |                    |
| Kalev Tallinn    | 1 – 2       | HÜJK Emmaste       |
| 20 giugno 2015   |             |                    |
| Imavere/Forss    | 6 – 2       | Twister            |
| 22 giugno 2015   |             |                    |
| Kernu Kadakas    | 0 – 8       | Levadia Tallinn    |
| 27 giugno 2015   |             |                    |
| Ülikool Fauna    | 2 – 3       | Kalju Nõmme III    |
| Ganvix Türi      | 3 – 1       | Igiliikur          |
| Navi             | 4 – 0       | Warrior Valga      |
| Tääksi           | 10 – 1      | IceBears           |
| Noorus-96 Jõgeva | 9 – 1       | Jalgpallihaigla    |
| 28 giugno 2015   |             |                    |
| Depoo Tallinn    | 2 – 4       | Tannem Vastseliina |
| Soccernet        | 2 – 1       | Puhkus Mehhikos    |
| Maardu United    | 4 – 3       | Narva United       |
| Roosad Pantrid   | 0 – 5       | Tartu BW           |
| FC Lelle         | 1 – 0       | Moe                |
| Nirvaana         | 3 – 2       | Rumori Calcio      |
| Olympic Tallinn  | 2 – 0       | Pedajamäe          |
| Reaal Tallinn    | 1 – 2       | Väätsa Vald        |
| Valla Raasiku    | 1 – 7       | Tõrva              |
| Pirita Reliikvia | 5 – 0       | Helios Tartu       |
| Kaitseliit/Kalev | 12 – 1      | Küsimärk           |
| 29 giugno 2015   |             |                    |
| Tulevik Viljandi | 2 – 1       | Keila              |
| 30 giugno 2015   |             |                    |
| Atli Rapla       | 2 – 6       | Metropool          |
| Paide            | 31 – 0      | Raudteetöölised    |
| 1 luglio 2015    |             |                    |
| Joker Raasiku    | 3 – 4 (dts) | Rada Kuusalu       |
| Eston Villa      | 2 – 1       | Tartu              |
| 4 luglio 2015    |             |                    |
| Nõmme United     | 9 – 1       | Kohtla-Nõmme       |
| Märjamaa         | 2 – 1       | FC TransferWise    |
| Roosu            | 4 – 1       | Charma Tabasalu    |
| 5 luglio 2015    |             |                    |
| Retro            | 7 – 5       | Peedu              |
| 7 luglio 2015    |             |                    |
| Forza Tallinn    | Canc.       | Saue Laagri        |
| 26 luglio 2015   |             |                    |
| Maardu           | 3 – 0       | Flora Tallinn III  |

## Secondo turno
| Squadra 1              | Risultato       | Squadra 2          |
| ---------------------- | --------------- | ------------------ |
| 19 luglio 2015         |                 |                    |
| Kalev Tallinn III      | 1 – 0           | Loo                |
| 26 luglio 2015         |                 |                    |
| Väätsa Vald            | 3 – 0           | Maardu II          |
| Tartu BW               | 1 – 3           | Viimsi             |
| Merkuur Tartu          | 4 – 2 (dts)     | Rada Kuusalu       |
| Forza Tallinn          | 7 – 2           | Roosu              |
| 28 luglio 2015         |                 |                    |
| Fellin/Club Red        | 1 – 5           | EMÜ                |
| 29 luglio 2015         |                 |                    |
| Jalgpalliselts Tallinn | 0 – 13          | Paide              |
| Kalju Nõmme III        | 4 – 1           | Otepää             |
| Järve Kohtla-Järve     | 0 – 0 (3-4 dcr) | Tõrva              |
| Pärnu                  | 1 – 0           | Läänemaa Haapsalu  |
| FC Lelle               | 0 – 2           | Tannem Vastseliina |
| Maardu United          | 1 – 4           | Infonet II         |
| Soccernet              | 4 – 2           | Like & Share       |
| Noorus-96 Jõgeva       | 1 – 4           | Metropool          |
| 2 agosto 2015          |                 |                    |
| HÜJK Emmaste           | 5 – 0           | Õismäe Torm        |
| Ganvix Türi            | 3 – 4           | Nõmme United       |
| 4 agosto 2015          |                 |                    |
| Santos Tartu           | 11 – 0          | Nirvaana           |
| 5 agosto 2015          |                 |                    |
| Tabivere               | 0 – 0 (4-2 dcr) | Pirita Reliikvia   |
| Dnipro Tallinn         | 0 – 3           | Welco Tartu        |
| Järva-Jaani            | 1 – 2           | Navi               |
| Tammeka Tartu          | 5 – 1           | Maardu             |
| 11 agosto 2015         |                 |                    |
| Flora Tallinn II       | 1 – 3           | Flora Tallinn      |
| Levadia Tallinn        | 14 – 0          | Olympic Tallinn    |
| Tulevik Viljandi       | 7 – 0           | Kaitseliit/Kalev   |
| Infonet                | 8 – 0           | Piraaja Tallinn    |
| Kalju Nõmme            | 3 – 0           | Tallinn C.F.       |
| Tarvas Rakvere         | 10 – 0          | Ambla              |
| Lootos FCR             | 0 – 12          | Retro              |
| 12 agosto 2015         |                 |                    |
| Märjamaa               | 1 – 6           | Kalev Sillamäe     |
| TJK Legion             | 1 – 5           | Eston Villa        |
| 16 agosto 2015         |                 |                    |
| Kuressaare             | 4 – 2           | Tääksi             |
| 25 agosto 2015         |                 |                    |
| Trans Narva            | 12 – 0          | Imavere/Forss      |

## Terzo turno
| Squadra 1          | Risultato       | Squadra 2         |
| ------------------ | --------------- | ----------------- |
| 3 settembre 2015   |                 |                   |
| Retro              | 2 – 1           | Kalju Nõmme III   |
| Nõmme United       | 8 – 0           | Metropool         |
| Eston Villa        | 2 – 3           | Viimsi            |
| 4 settembre 2015   |                 |                   |
| Santos Tartu       | 3 – 3 (4-2 dcr) | Kuressaare        |
| 6 settembre 2015   |                 |                   |
| Kalev Sillamäe     | 4 – 3           | Paide             |
| Tarvas Rakvere     | 0 – 4           | Forza Tallinn     |
| Navi               | 3 – 1           | Kalev Tallinn III |
| Tannem Vastseliina | 5 – 0           | Soccernet         |
| 8 settembre 2015   |                 |                   |
| Tabivere           | 4 – 7           | Väätsa Vald       |
| EMÜ                | 1 – 1 (3-4 dcr) | Tõrva             |
| 29 settembre 2015  |                 |                   |
| Infonet II         | 0 – 3           | Pärnu             |
| Levadia Tallinn    | 13 – 1          | Merkuur Tartu     |
| Trans Narva        | 1 – 2 (dts)     | Kalju Nõmme       |
| Welco Tartu        | 0 – 2           | Flora Tallinn     |
| 30 settembre 2015  |                 |                   |
| Tammeka Tartu      | 1 – 0           | HÜJK Emmaste      |
| 4 ottobre 2015     |                 |                   |
| Tulevik Viljandi   | 2 – 1           | Infonet           |

## Ottavi di finale
| Squadra 1        | Risultato | Squadra 2          |
| ---------------- | --------- | ------------------ |
| 20 ottobre 2015  |           |                    |
| Kalev Sillamäe   | 1 – 0     | Levadia Tallinn    |
| Flora Tallinn    | 17 – 0    | Retro              |
| 21 ottobre 2015  |           |                    |
| Forza Tallinn    | 6 – 2     | Väätsa Vald        |
| 27 ottobre 2015  |           |                    |
| Tulevik Viljandi | 0 – 5     | Kalju Nõmme        |
| 28 ottobre 2015  |           |                    |
| Nõmme United     | 2 – 3     | Santos Tartu       |
| 1 novembre 2015  |           |                    |
| Navi             | 0 – 7     | Tõrva              |
| 8 novembre 2015  |           |                    |
| Viimsi           | 4 – 0     | Tannem Vastseliina |
| 10 novembre 2015 |           |                    |
| Pärnu            | 1 – 2     | Tammeka Tartu      |

## Quarti di finale
| Squadra 1      | Risultato | Squadra 2     |
| -------------- | --------- | ------------- |
| 12 aprile 2016 |           |               |
| Kalev Sillamäe | 1 – 0     | Kalju Nõmme   |
| Tammeka Tartu  | 2 – 0     | Tõrva         |
| 13 aprile 2016 |           |               |
| Viimsi         | 6 – 1     | Forza Tallinn |
| Flora Tallinn  | 3 – 1     | Santos Tartu  |

## Semifinali
| Squadra 1      | Risultato | Squadra 2     |
| -------------- | --------- | ------------- |
| 3 maggio 2016  |           |               |
| Flora Tallinn  | 2 - 0     | Tammeka Tartu |
| 4 maggio 2016  |           |               |
| Kalev Sillamäe | 2 - 0     | Viimsi        |

## Finale
| Arbitro: | Eiko Saar |

|                                            |           |  |
| Sappinen 102’ Gussev 105+1’ Tukiainen 107’ | Marcatori |  |